# Carlos Salas Contreras
Carlos Guillermo Salas Contreras (30 de noviembre de 1984 en Chile) es un exfutbolista chileno.

## Clubes
| Club                      | País  | Año       |
| ------------------------- | ----- | --------- |
| Magallanes                | Chile | 2007      |
| Universidad de Concepción | Chile | 2008      |
| Universidad de Chile      | Chile | 2010      |
| Santiago Morning          | Chile | 2011-2012 |

- Datos: Q5751694